# Bahnstrecke Fiume–Cirkvenica–Novi
Die Bahnstrecke Fiume–Cirkvenica–Novi war eine niemals gebaute Bahnstrecke im Nordwesten von Kroatien, für die aber sowohl eine staatliche Bewilligung als auch schon Pläne für die Errichtung vorlagen.

## Geschichte

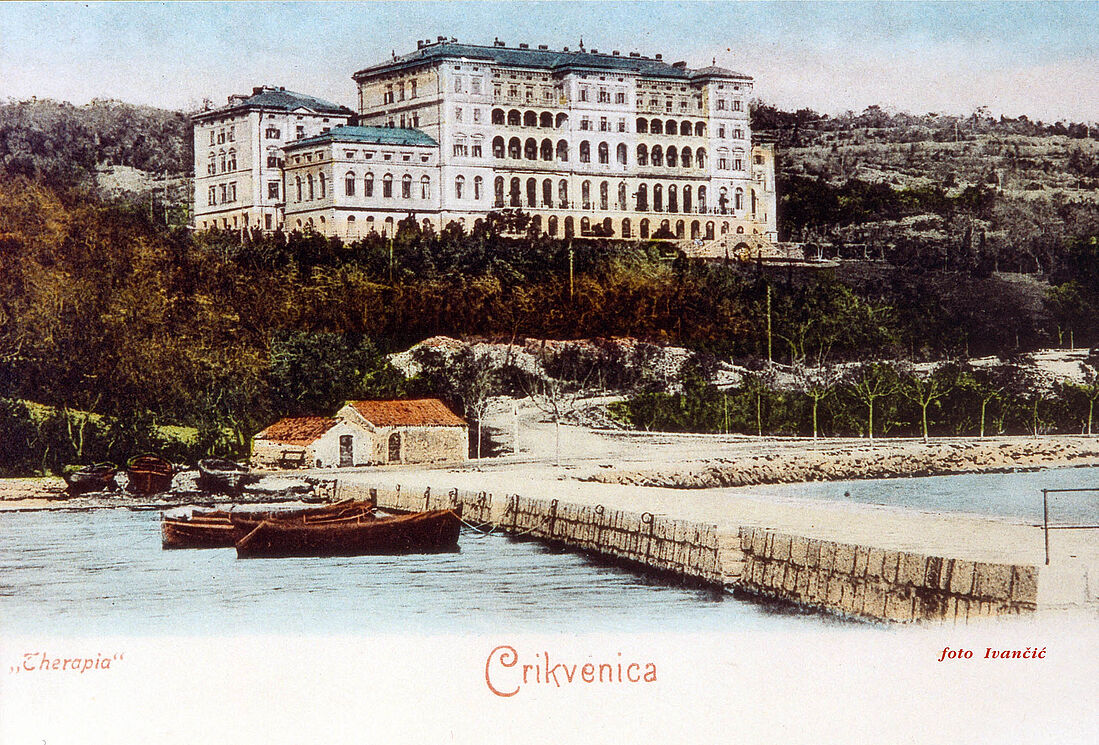
Hotel Therapia, Cirkvenica

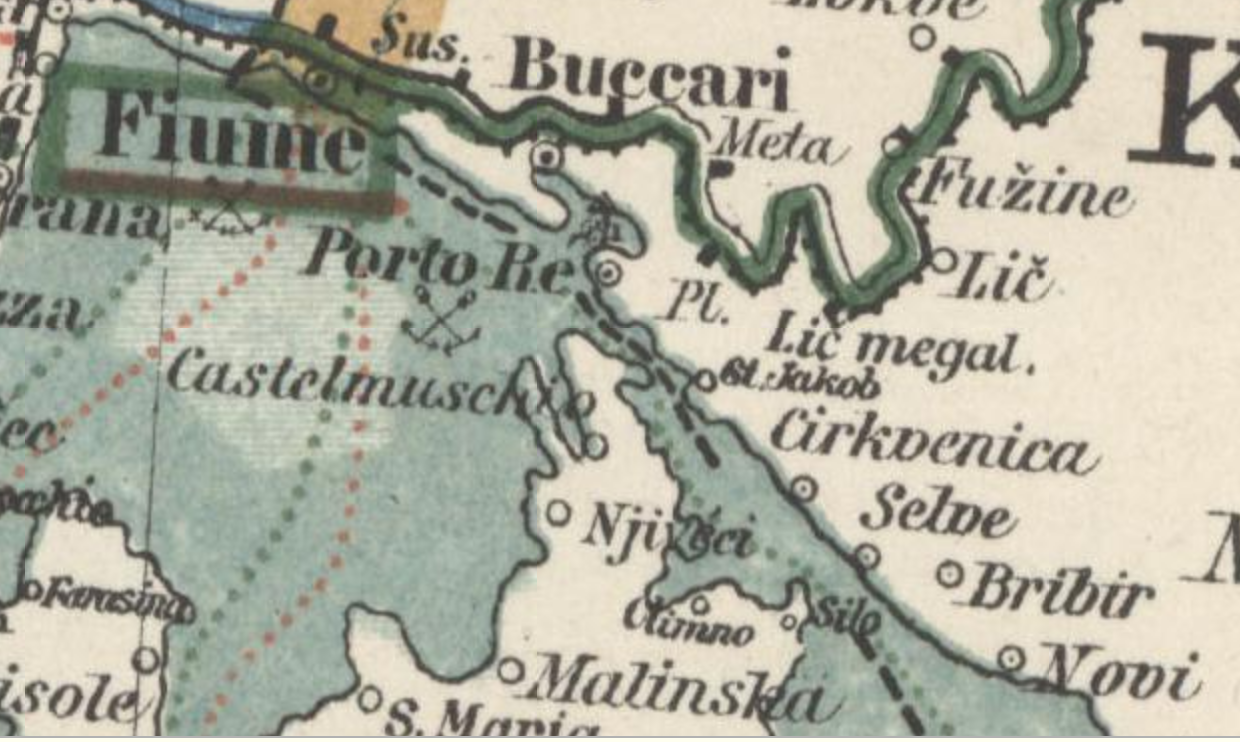
Prochaska's neue Ausgabe. Österreich-Ungarns Eisenbahnen. 1918. Ausschnitt Ungarische Küste Modrus-Fiume

Nach dem Jahr 1900 war das ehemalige Fischerstädchen Cirkvenica (heute Crikvenica) im Komitat Modrus-Fiume im damals zu Ungarn gehörenden Teil des Königreiches Kroatien und Slawonien ein aufstrebender Badeort, der besonders gerne von Ungarn besucht wurde. Im Jahr 1906 wurde der Ort offiziell zum heilklimatischen Luftkurort erklärt.
In den Jahren nach 1910 erhielt der Ort repräsentative Hotels im Charakter internationaler Grand-Hotels und richtete sich damit auch an ein entsprechendes Publikum.
Cirkvenica war damals als möglicherweise einziger Kurort Österreich-Ungarns nicht auf der Schiene erreichbar. Dementsprechend kam es zu Überlegungen, ihn mit einer Bahnstrecke anzubinden.
Am 28. Jänner 1912 berichtete die Zeitschrift Elektrotechnik und Maschinenbau über das Projekt einer elektrischen Vizinalbahn von Fiume nach Cirkvenica. „Der ungarische Handelsminister hat für die technischen Vorarbeiten der von einem geeigneten Punkt der Stadt Fiume oder der Gemeinde Susak ausgehend in der Richtung von Buccari (Bukar) und Portore (Kraljevica) bis Cirkvenica zu führenden schmal- eventuell normalspurigen elektrischen Vizinalbahn die Bewilligung herausgegeben.“ Susak, heute Sušak, war damals eine selbständige Gemeinde, ist heute Teil der Stadt Rijeka und hatte einen Bahnhof an der Strecke zwischen Rijeka und Zagreb. Buccari, Bukar, heute Bakar, ist eine Hafenstadt südöstlich von Rijeka.
Im Jahr 1916 schrieb die Zeitschrift Eisenbahn und Industrie über die Verlängerung der Vorkonzession "... für eine elektrische Bahn von einem geeigneten Punkt in Fiume oder Susak gegen Bakar und Kraljevica bis Cirkvenica und von hier aus über Selce nach Novi". Selce ist heute ein Teil der Stadt Crkvenica, Novi ist der frühere Name der heutigen Stadt Novi Vinodolski.
In einer im gleichen Jahr erschienene Kurzmeldung der Zeitschrift Der Bautechniker war zu lesen, dass „generelle Pläne bereits dem k. ung. Handelsminister vorliegen, jedoch die kommissionelle Begehung noch nicht durchgeführt wurde“. Als Länge der Bahnstrecke wurden 27,6 km angegeben.
Im Jahr 1917 berichtete Elektrotechnik und Maschinenbau, dass der königlich ungarische Handelsminister der Ungarischen Bank und Handels-AG die Bewilligung für Vornahme technischer Vorarbeiten für den Bau einer schmalspurigen oder normalspurigen Lokalbahn erteilt habe. Die gleiche Zeitschrift brachte im Jahr 1918 nochmals eine fast wortgleiche Meldung, ergänzte aber, dass sich die Bewilligung auf eine Lokaleisenbahn mit elektrischem Betrieb und auf eine Streckenführung "über Cirkvenica in der Richtung gegen Novi" beziehe.

## Umsetzung
Keiner der oben genannten Pläne wurden verwirklicht. Es scheint wahrscheinlich, dass der Verlust der Region für Ungarn bzw. die Errichtung des Staates Jugoslawien dazu geführt hatte, dass ungarische Investoren das Interesse verloren hatten, in einem nunmehr fremden Staat eine Bahnstrecke zu finanzieren. Quellen liegen dazu bis dato aber nicht vor.
Im Jahr 2024 wurde bekannt, dass der kroatische Autobahnbetreiber Hrvatske Autoceste beabsichtige, eine neue Brücke auf die Insel Krk zu bauen, die in Sichtweite zur Stadt Crikvenica liegt. Diese soll über "vier Straßen- und zwei Gleisspuren" verfügen. Mit einer über diese Brücke entstehenden Bahnstrecke würde die Stadt Crkvenica zwar nicht erreicht, aber beim nördlichen Brückenkopf im Ort Križišće durch eine unmittelbare Nachbargemeinde führen. Bis dato ist auch nicht bekannt, ob die geplante Bahnstrecke lediglich einen neuen Frachthafen anbinden oder auch Personenverkehr bieten soll.